# Ogju Soraj
Ogyū Sorai (荻生 徂徠) (21. marec, 1666 – 28. februar, 1728), znan tudi pod vzdevkom Butsu Sorai. Bil je japonski konfucijanski filozof, katere smer je dolga stoletja predstavljala temelj socialne in politične etike, državne doktrine in sistema vrednot tradicionalne Kitajske. Zgodovinarji so Soraja označili za najvplivnejšega filozofa konfucijanstva v obdobju Edo na Japonskem. Njegovo primarno področje študija je bila implementacija naukov konfucijanstva v vlado in družbeni red. Poleg tega se je odzval na sodobne gospodarske in politične pomanjkljivosti šogunata Tokugawe, ter na kulturo merkantilizma in prevlado starih institucij, ki so bile v Sorajevem času šibke. Soraj je zavračal moralizem neokonfucijanstva in se raje osredotočal na bolj starodavna dela. Trdil je, da je dopuščanje izražanja čustev pomembno. Na Japonskem negoval kitajsko literaturo. S svojimi nauki je pridobil velik ugled in mnogo privržencev, kar je privedlo do ustanovitve šole Sorai, ki je imela pomemben vpliv v nadaljnjem konfucijanstvenem učenju na Japonskem.

## Biografija
Soraj se je rodil 21. marca, 1666 v Edu (danes znan kot Tokio). Njegov oče je bil samuraj in služil kot osebni zdravnik takratnemu šogunu Tokugawi Tsunayoshiju iz dinastije Tokugawa. V mladosti se je Soraj seznanjal z Zhu Xi verzijo neokonfucijanstva pod vodstvom Hayashija Gahōja in Hayashija Hōkōja. Zaradi očetovega spora s šogunom Tsunayoshijem, se je leta 1679 moral preseliti v podeželsko vas, danes znano kot mesto Mobara. Tu je Soraj naslednjih 13 let samostojno preučeval besedila kitajskega, japonskega, ter budističnega izvora, ki so oblikovala temelje za njegovo kasnejšo filozofijo. Leta 1692 je bil Sorajev oče oproščen, kar je omogočilo družini Soraj ponovno vrnitev v mesto Edo, kjer je Soraj odprl šolo za poučevanje klasičnih kitajskih literatur. Leta 1696 je dobil službo pri Yanagisawi Yoshiyasuju, višjemu svetniku šoguna Tsunayoshija. Soraj je živel na Yoshiyasujevem domu v Edu in mu podajal nasvete za politične probleme. Eden izmed problemov je bilo maščevanje Akō. Leta 1706 je po Yoshiyasujevem naročilu obiskal provinco Kai in napisal potopis o popotovanju. Leta 1709 po smrti šoguna Tokigawe Tsunayoshija, je Yoshiyasuju padel vpliv, zaradi česar je Soraj pustil službo in se preselil v Nihonbashi, kjer je odprl privatno šolo z imenom Kenenjuku. S časom se je Soraj začenjal oddaljevati od smeri Zhu Xija, ter se posvetil razvoju lastne filozofije in šole. Leta 1722 so Soraju ponovno ponudili službo pod okriljem 8. šoguna, Tokugawe Yoshimuneja, vendar je ponudbo zavrnil in se osredotočil na nadaljnje poučevanje vse do smrti, leta 1728. 

## Sorajeva misel
Soraj je napisal številna dela v katerih govori o dveh glavnih problemih neokonfucijanstva. Prvi problem je predstavljala politična kriza tedanjega časa, ki je zahtevala več kot izpopolnjevanje moralnega značaja, nadaljnji problem je predstavljal preveliko poudarjanje moralno potlačene človeške narave, ki je temeljila na čustvih. Te slabosti namreč niso izvirale le iz konfucijanstva samega, temveč iz napačnega razumevanja starih klasičnih del konfucijanstva, Štiri knjige in Pet klasik. Soraj je v nasprotju z neokonfucijanstvom dejal, da se človekova duša obogati z glasbo in drugo umetnostjo. Sorajevi nauki poudarjanja literature kot temeljne oblike človeškega izražanja so postavili temelje cvetočega kitajskega pisanja na Japonskem, ki je postalo sprejeto kot umetniško delo. Bil je velik podpornik razreda samurajev, a hkrati zaničeval trgovce in nižji razred. Trgovce je obtožil zarote pri določanju cen in za slednje trdil, da ne bodo nikoli mogli preučevati konfucijanskih del.
Nekateri kasnejši učenjaki so Sorajeva dela označili za nepraktična. Po mnenju Goia Ranshuja je Soraj želel postati najvplivnejši konfucijist, zaradi česar je dvignil svoje argumente na raven nesmiselnosti. Dejal je, da če bi bil kateri od njegovih naukov dejansko izveden, bi povzročil veliko škodo moralni filozofiji. Goi Ranshu je vse svoje kritike o Soraju napisal v eseju Hi-Butsu hen. Nakai Chikuzan je prav tako nasprotoval Sorajevim načelom in leta 1785 napisal Hi-Chō, kjer je zavrnil Sorajevo idejo, da se posamezniki ne morejo izboljšati preko moralnih odločitev. Poleg tega je trdil, da lahko posamezniki presodijo, ali so zunanje ideje in dejanja resnične ali pravične. Zanikanje navedenih moral bi po njegovem mnenju pustilo le »obrede in pravila«, ki bi jih bilo treba upoštevati.
V bistvu je Sorai verjel, da se lahko s pravilno opredelitvijo besed zagotavlja temelje za integriteto pravilno vodenega družbenega in političnega reda. Konfucijanski in neokonfucijanski misleci se v svojih ponavljajočih potrditvah pomena jezika in pomena niso le prepuščali filološkim vajam ali skrivnostnim semantičnim raziskavam. Namesto tega so si prizadevali obnoviti pot za vzpostavitev sredstva za modro resnico in temelje za pravičen politični red.

## Gospodarski prispevki
Čeprav je bil Sorai najbolj znan kot učitelj konfucianizma, so ga pozvali tudi k iskanju odgovorov na nekatera gospodarska vprašanja, ki so se pojavila ob rastočem gospodarstvu, med katerimi je bila najbolj opazna naraščajoča inflacija in cene, ki so se začele po uničenju kovancev leta 1695. Soraj je trdil, da je treba za rešitev problema upoštevati več kot le denarne vplive. Za velemesta kot Edo, ki so postala središče velikih trgov, je opozoril na upoštevanje stroškov carine in transporta glede na končno ceno. Poleg tega je prišlo do razčlenitve tradicionalnih razlik slojev prebivalstva, kjer so lahko običajni ljudje kupili blago, ki je bilo pred tem rezervirano le za višje sloje, kar je dvigovalo cene. Poudaril je, da so se v času rasti trgovskega sloja cene spreminjale in dvigovale.

## Nauki Mojstra Soraja
Sorajevo najbolj znano delo je Nauki Mojstra Soraja. To delo je sestavljeno iz zapisov njegovega poučevanja učencev. Delo so uredili njegovi učenci in vsebuje vprašanja učencev in Sorajeve odgovore na vprašanja. Delo naj bi nastalo okoli leta 1720, čeprav je bilo izdano šele leta 1724. V njem potrjuje, da literatura ni toliko namenjena pouku o moralnosti ali vladanju, temveč preprosto omogoča pretok človeških čustev.

## Dela
- Pravila za študij/Regulations for Study (Jap.: Gakusoku, l. 1715)

- Razlikovanje poti/Distinguishing the Way (Jap.: Bendō, l. 1717)

- Nauki Mojstra Soraja/Master Sorai's Teachings (Jap.:Sorai sensei tōmonsho, l. 1724)

## Zanimivosti
Soraj naj bi bil izumitelj ko shogija, ki je znan kot japonski šah.